# Summer Special: Pinocchio / Hot Summer
"Summer Special: Pinocchio / Hot Summer" là single tiếng Nhật đầu tiên của f(x). Bản thu âm của single vào năm 2011 và được phát hành vào ngày 22 tháng 7 năm 2015 bởi Avex Trax.

## Bối cảnh và phát hành
Một teaser video cho MV của Hot Summer phát hành vào ngày 1 tháng 8 năm 2012 qua trang chủ chính thức của Avex Trax trên YouTube. MV đầy đủ sau đó đã được đăng vào ngày 5 tháng 8 năm 2012.
MV được quay trong phong nền sa mạc với ngôi sao màu hồng và đạo cụ màu trắng và kẹo bông màu hồng như đám mây. MV bắt đầu với hình ảnh các thành viên trong nhóm đều mặc đồ màu trắng và đi về phía máy quay. MV sau đó những cảnh quay cận mặt của từng thành viên, các thành viên trong nhóm đã, đứng trước các phông nền. mặc những bộ đồ màu xanh. Sau đó các thành viên xuất hiện với bộ đồ màu đỏ trong phong nền đường phố, nhóm đứng trước một ngôi sao mô hình cỡ lớn màu hồng và xung quanh có các toàn nhà được tạo nên. MV kết thúc với phong nền như lúc ban đầu.
Vào ngày 30 tháng 5 năm 2015, SM Entertainment thông báo nhóm sẽ phát hành single tiếng Nhật đầu tiên với tiêu đề "Summer Special: Pinocchio / Hot Summer" vào ngày 22 tháng 7 năm 2015. Single sẽ có bài hát Pinocchio (Danger) và Hot Summer phiên bản tiếng Nhật. DVD sẽ có MV phiên bản tiếng Nhật của hai bài hát này.
Đã có một buổi event được tổ chức ở Osaka, vào ngày 22 tháng 7 năm 2015 cho việc phát hành của single chỉ có  Krystal, Luna và Amber có mặt. Victoria đã vắng mặt do sức khỏe, hoạt động ở Trung Quốc và đang phải quay phim tại Anh . Sulli vẫn không xuất hiện từ khi cô ấy nghỉ.
Vài ngày sau, vào ngày 7 tháng 8, Sulli chính thức rời nhóm để tập trung vào sự nghiệp diễn xuất của mình và nhóm sẽ tiếp tục quảng bá với bốn thành viên.

## Danh sách bài hát
| STT              | Nhan đề                                 | Thời lượng |
| ---------------- | --------------------------------------- | ---------- |
| 1.               | "Pinocchio (Danger)" (Japanese version) | 3:47       |
| 2.               | "Hot Summer" (Japanese version)         | 3:58       |
| Tổng thời lượng: | Tổng thời lượng:                        | 7:45       |

| DVD              | DVD                                          | DVD        |
| STT              | Nhan đề                                      | Thời lượng |
| ---------------- | -------------------------------------------- | ---------- |
| 1.               | "Pinocchio (Danger)" (Promotional Video; PV) | 3:47       |
| 2.               | "Hot Summer" (Promotional Video; PV)         | 3:58       |
| Tổng thời lượng: | Tổng thời lượng:                             | 7:45       |